# Аль-Кафи
Аль-Ка́фи (араб. الكافي‎ — «достаточный») — один из главных сборников хадисов шиитов-двунадесятников, составителем которого является Абу Джафар Мухаммад ибн Йакуб ибн Исхак аль-Кулайни ар-Рази (ум. 328 или 329 г. хиджры/ 939 или 940 г. н. э.). Входит в состав Кутуб аль-Арба’а («четверокнижие») базовых шиитских сводов хадисов наряду с «Ман ла йахдуруху-ль-факих» шейха Садука, «Тахзиб аль-ахкам» и «Аль-Истибсар» Абу Джафара ат-Туси. Включает в себя 15181 задокументированных хадисов от пророка Мухаммада и членов его семейства — Фатимы Захры и непорочных Имамов.

## Аль-Кулайни
Ученые располагают крайне скудными сведениями о составителе свода «Аль-Кафи». Существуют также разные варианты звучания его прозвища (нисба): аль-Кулайни или аль-Кулини. Тем не менее, все исследователи согласны с тем, что оно является производным от деревни Кулайн или Кулин в Иране. Известно также, что время жизни аль-Кулайни приходится на период малого сокрытия (аль-гайбат ас-сугра) двенадцатого имама аль-Махди.
Вначале аль-Кулайни был известен как религиозный учёный и факих среди шиитов-двунадесятников иранского города ар-Рей. До свода «Аль-Кафи» он написал несколько трудов, как то «Китаб ар-риджал» (исследование о степени надежности и правдивости передатчиков хадисов), «Ар-Радд 'ала-ль-Карамита» («Опровержение взглядов карматов»), «Расаил аль-а’имма» («Письма Имамов») и антология поэзии об имамах. Ни одна из этих книг, в отличие от «Аль-Кафи», не сохранилась.

## Общие сведения о своде «Аль-Кафи»
В силу того, что шииты-двунадесятники расширительно трактуют понятие «сунна» и включают в него хадисы не только от пророка Мухаммада, но и членов его семейства, «Аль-Кафи» включает в себя достаточно широкий круг преданий, относящихся к разным историческим периодам, в которые жили непорочные Имамы. По этой причине свод «Аль-Кафи» является важным источником правовых норм для богословов и законоведов джафаритского мазхаба.
Во введении к своей работе аль-Кулайни пояснил:

Вы желали иметь в своем распоряжении книгу, которой было бы достаточно (для удовлетворения ваших религиозных нужд) (кафин), которая вбирала бы в себя все виды религиозного знания (илм), которая подходила бы студенту и к которой мог бы обращаться учитель. Таким образом, её может использовать любой, кто стремится к обретению религиозных знаний и совершению законных действий (а’мал) в соответствии с достоверными преданиями (асар) от безгрешных (имамов)…
Отличительной особенностью «Аль-Кафи» является то, что хадисы в этом сборнике объединены в различные главы по тематическом принципу. Подобную систему подачи материала исламские ученые начали использовать во второй половине II—III веке хиджры. Исследователи склоняются к тому, что это первая обзорная работа по шиитским хадисам, написанная в такой манере.
В основу сборника «Аль-Кафи» легли письменные источники — конспекты лекций и проповедей непорочных имамов, составленные слушателями, а также записи изречений пророка Мухаммада, которые начали делать ещё при его жизни его сподвижники, принадлежавшие к шиат Али, во главе с самим Али ибн Абу Талибом и дочерью Мухаммада Фатимой Захрой. Эти более ранние сборники получили название «Усул». По данным историков, насчитывалось около 400 подобных сводов, однако хадисы в них не были систематизированы. К настоящему времени сохранились лишь некоторые из этих рукописей.

## Степень достоверности
В своей работе «О сборнике „Аль-Кутуб аль-арба'“ („Четверокнижие“)» доктор И. К. А. Ховард отмечает:

Хадисоведы, трудившиеся над сбором преданий до Кулайни и после него, проверяли иснады (цепочки передатчиков) с большой осторожностью. Они стремились убедиться в том, что все передатчики конкретного хадиса были людьми истинной веры; но, похоже, аль-Кулайни уделял иснаду меньшее внимание, нежели матну, то есть содержанию предания. Так, иногда он приводит хадисы, в иснадах которых есть передатчики, которые не были в строгом смысле слова учениками Имамов (мир им); иногда они были приверженцами иного вероучения — зейдитского, порой они являлись гулатами — сторонниками крайних взглядов. Некоторые из передатчиков в иснадах считали одного из более ранних Имамов (мир им) последним Имамом, и в цепочки даже попадали люди, вообще не придерживавшиеся шиитского вероучения.
В связи с этим нельзя сказать, что свод «Аль-Кафи» является полностью достоверным сборником хадисов. Уже шейх Садук (ум. 381 г. хиджры/ 991 г. н. э.), ставший составителем другого авторитетного шиитского сборника «Ман ла йахдуруху-ль-факих», не считал «Аль-Кафи» полностью заслуживающим доверия. Об этом писал, в частности, иракский аятолла Абу-ль-Касим аль-Хои в своем труде «Му’джам риджал аль-хадис» («Избранные передатчики хадисов»). Аятолла Хомейни также скептически относился к ряду хадисов из «Аль-Кафи», также утверждая, что часть хадисов в своде нельзя признать аутентичными.
Поэтому шиитские учёные-хадисоведы проводили тщательную проверку преданий из «Аль-Кафи» на предмет их достоверности. По некоторым оценкам, заслуживающими доверия (сахих) можно признать около трети (согласно иному мнению — около четверти) хадисов, содержащихся в «Аль-Кафи». Мулла Бакир Маджлиси в своём комменатарии к «Аль-Кафи» писал, что достоверными можно признать 58 % включённых в свод хадисов. Вот что пишет И. К. А. Ховард об итогах исследований на сей счет:

Число преданий в «Аль-Кафи» достигает 15181, согласно другому подсчету — 15176. Если подсчитать количество хадисов в каждом разделе, то их число будет превышать 1000. Из основных хадисов 5072 признаны учеными полностью достоверными (сахих), то есть хадисами «первой категории», 144 расценены как хорошие (хасан), принадлежащие ко «второй категории», 178 считаются достоверными (мувасак), то есть «третьей категории», 302 предания названы «сильными» (кавый) — это «четвертая категория», и 9484 признаны слабыми (да’иф), относящимися к «пятой категории». Если хадис расценивается как слабый, это не означает, что он вымышлен. Под «слабостью» предания подразумевается, что учёные-хадисоведы обнаружили некий изъян, обычно среди передатчиков в иснаде, и это позволяет предположить, что хадис может и не восходить к Имаму (мир ему), как это декларируется. Наука, разработанная исламскими учёными-мухаддисами для проверки иснадов и текстов преданий — это отдельная дисциплина, которая включает в себя, в частности, илм ар-риджал, исследующую особенности личностей передатчиков, записывавших хадисы.

## Структура сборника
«Аль-Кафи» состоит из трёх частей — «Аль-Усул», «Аль-Фуру'» и «Ар-Равда».

### «Аль-Усул»
Данный раздел в «Аль-Кафи» посвящён, главным образом, вопросам вероучения. Он включает в себя восемь книг (кутуб), которые, в свою очередь, разделены на главы (абваб). Это следующие книги:
1. «Китаб аль-'акл ва-ль-джахл» — «Книга о разуме и невежестве».
2. «Китаб фадл аль-'илм» — «Книга о достоинстве знания». В данном разделе говорится о познании религиозной традиции, ниспосланной пророку Мухаммаду и сохранённой непорочными Имамами, о методах подтверждения истинности хадисов, о недозволенности личного правового мнения, противоречащего достоверной Сунне.
3. «Китаб ат-Таухид» — «Книга о Единобожии».
4. «Китаб аль-Худжжа(т)» — «Книга о доводе Аллаха». В этом разделе освещается шиитская доктрина Имамата, а также содержатся исторические сведения о жизни непорочных Имамов.
5. «Китаб аль-иман ва-ль-куфр» — «Книга о вере и неверии».
6. «Китаб ад-ду’а» — «Книга молитв» (личных обращений верующего к Аллаху).
7. «Китаб фадл аль-Кур’ан» — «Книга о превосходстве Корана».
8. «Китаб аль-ишра» — «Книга этикета».

### «Аль-Фуру»
В этом разделе «Аль-Кафи» даётся описание заповедей ислама относительно ритуальной практики (ибадат) и законов Шариата, касающихся жизни в социуме (му’амалат). Раздел включает в себя следующие книги:
1. «Китаб ат-тахарат» — «Книга о ритуальной чистоте».
2. «Китаб аль-хайд» — «Книга о менструациях».
3. «Китаб аль-джана’из» — «Книга похорон».
4. «Китаб ас-салят» — «Книга молитвы».
5. «Китаб аз-закят» — «Книга закята (налоге в пользу бедных)».
6. «Китаб ас-сийам» — «Книга поста».
7. «Китаб аль-хадж» — «Книга хаджа», содержит в себе также регламентацию паломничества к гробницам Имамов (аз-зийарат).
8. «Китаб аль-джихад» — «Книга о священной войне».
9. «Китаб аль-ма’иша» — «Книга средств жизни».
10. «Китаб ан-никях» — «Книга брака», в ней освещаются нормы, регламентирующие как постоянный (да’им), так и временный (мут’а) брак, признанный законным в джафаритском мазхабе.
11. «Китаб аль-акика» — данная книга посвящена вопросам, связанным с воспитанием детей.
12. «Китаб ат-талак» — «Книга развода».
13. «Китаб аль-итк ва-т-тадбир ва-ль-катиба» — книга посвящена категориям рабов и способам их освобождения.
14. «Китаб ас-саид» — «Книга охоты».
15. «Китаб аз-забаих» — «Книга ритуального забоя животных».
16. «Китаб аль-ат’имма» — «Книга еды».
17. «Китаб аль-ашриба» — «Книга питья».
18. «Китаб аз-зик ва-т-таджаммул ва-ль-муру’а» — «Книга об одежде, украшениях и вежливости».
19. «Китаб ад-даваджин» — «Книга о домашних животных».
20. «Китаб аль-васайа» — «Книга о завещании».
21. «Китаб аль-маварис» — «Книга наследования».
22. «Китаб аль-худуд» — книга об уголовных наказаниях, четко установленных Кораном и Сунной.
23. «Китаб ад-дийа» — книга о наказаниях и компенсациях за убийство и нанесение телесных повреждений.
24. «Китаб аш-шахадат» — книга о требованиях к доказательствам в случае судебного разбирательства.
25. «Китаб аль-када ва-ль-ахкам» — книга о кодексе поведения судей и требованиях к ним.
26. «Китаб аль-айман ва-н-нузур ва-ль-каффарат» — «Книга о присягах, клятвах и способах искупления (в случае их нарушения)».

### «Ар-Равда»
В данном разделе хадисы не систематизированы и приведены в совершенно произвольном порядке.

## Комментарии к «Аль-Кафи»
Сам аль-Кулайни крайне редко комментировал собранные им хадисы, делая лишь редкие пояснения в случаях явного противоречия между преданиями. Однако в дальнейшем многие шиитские учёные писали толкования к сборнику «Аль-Кафи». Среди наиболее известных комментаторов — следующие богословы:
1. Алламе Маджлиси (ум. 1110 г. хиджры/ 1698 г. н. э.);
2. Садр ад-Дин аш-Ширази, известный также как Мулла Садра (ум. 1050 г. хиджры/ 1640 г. н. э.);
3. Аль-Мазандарани (ум. 1080 г. хиджры/ 1699 г. н. э.);
4. Аль-Казвини (ум. 1089 г. хиджры/ 1678 г. н. э.);
5. Мухаммад Бакир ибн Дамад (ум. 1040 г. хиджры/ 1630 г. н. э.)

## Использованная литература
- Мустафа Авлийа’и. И. К. А. Ховард. Хадисоведение. Москва, «Исток», 2010.
- Dr. I. K. A. Howard 'Al-Kafi' by Al-Kulayni